# 袋獅
袋獅（学名：Thylacoleo）是一種已滅絕的肉食性有袋類動物，生存於上新世末至更新世末（2 百萬年前 - 46,000 年前）的澳洲。模式種是劊子手袋獅（T. carnifex）。

## 描述
袋獅是澳洲最大的肉食性動物，且是最大的肉食性有袋類。牠可能在森林、林地、灌叢帶及河谷等地進行獵食。
袋獅的最近親是草食性的袋熊及樹熊。牠是所有現存及已滅絕的哺乳動物中，咬勁最強的，重101（223磅）公斤的袋獅一咬可以媲美一頭重250公斤的獅子，研究也顯示，袋獅會狩獵比牠還大型的獵物。 牠會獵食像雙門齒獸及巨型短面袋鼠等大型動物。牠是有袋類中專門的獵食者，牠的前肢極度強壯，有可收縮的爪，這都是有袋類中未曾有過的。牠有鋒利的裂齒及強壯的顎肌，可以從獵物撕開一大片的肉。這些特徵綜合起來估計牠有可能會攀樹，並保存獵物的腐肉（類似於現存的花豹）。
袋獅肩高71 cm（28英寸），長114 cm（45英寸）。牠們平均重101至130（223至287磅），個別的可重達124至160（273至353磅）。牠們的體型差不多像雌獅及老虎。

### 齒列

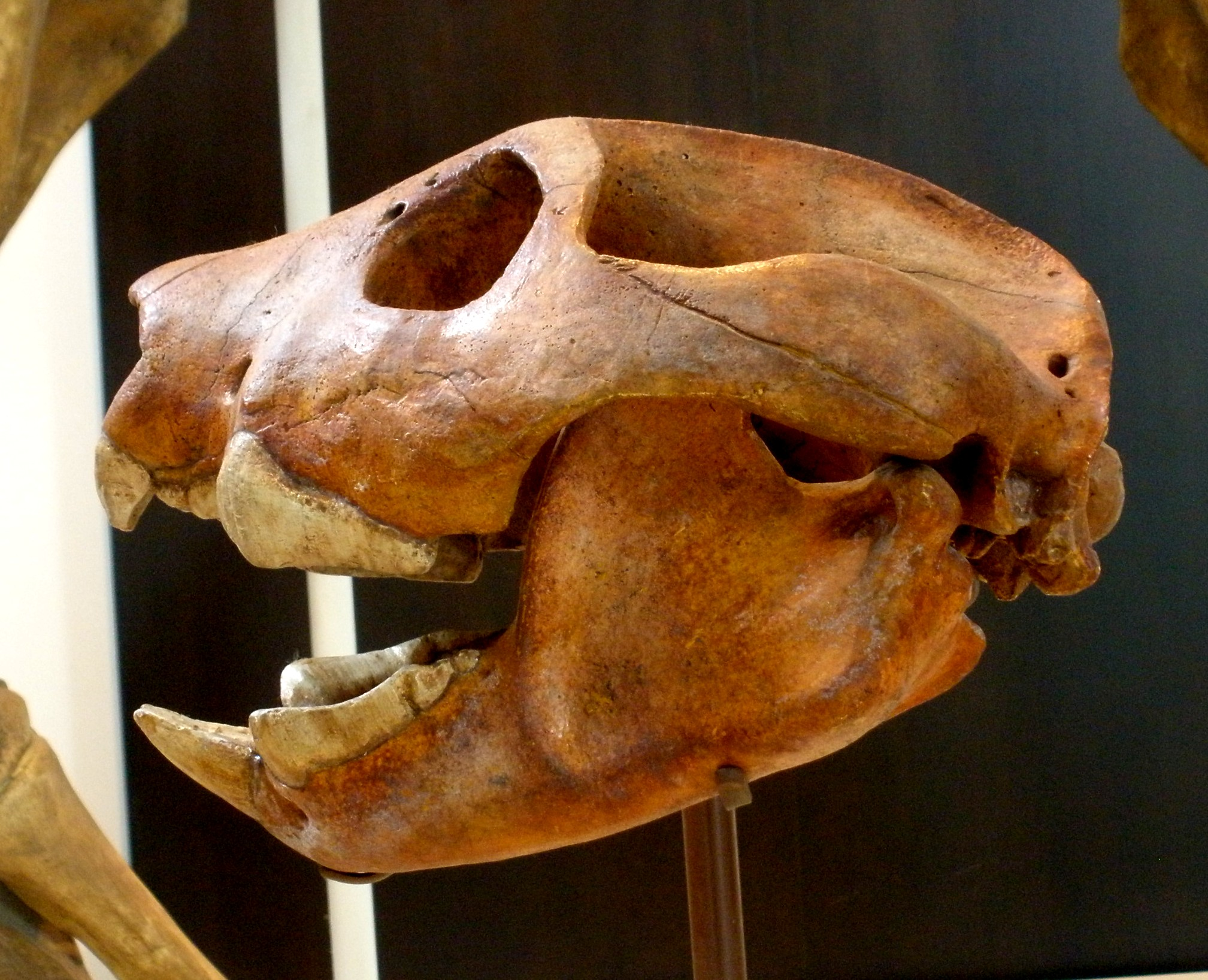
袋獅頭顱骨，可以看到其特化的門牙與裂肉齒

從袋獅的齒列可得知其為一種十分特化的肉食動物。和其他雙門齒目一樣，袋獅自上頜骨與下頜骨各長出一對大門牙，其外型已演化成類似於貓和狗的犬齒。袋獅齒列最特殊的特徵在於其巨大、類似利刃的裂肉齒。當上下前臼齒咬合時，其效果就類似於剪刀，可以將肉從屍體上扯下，或是咬碎骨頭。袋獅的顎肌十分發達，提供強大的咬合力。以體型比例來說，袋獅擁有全哺乳動物中最強的咬合力，一頭 101 公斤的袋獅其咬合力相當於一頭 250 公斤的非洲獅。透過研究X射線電腦斷層掃描所構成的三維模型發現，袋獅殺死獵物的方式與現生的大貓有所不同。袋獅透過其門牙咬開獵物的血肉，並利用其裂肉齒直接咬穿獵物的氣管、脊髓與血管（總頸動脈或是頸靜脈）。一般非洲獅需要約 15 分鐘才能使獵物窒息而死，而袋獅只需要僅僅不到 1 分鐘。袋獅特殊的齒列十分適合獵捕大型獵物，但在捕捉小型獵物上幾乎無用，這也可能是牠們滅絕的原因之一。

## 化石
袋獅的化石在澳洲多個位點都有發現。於2007年，在納拉伯平原下的山洞中就發現了整副袋獅的骨骼及頭顱骨，估計牠是在平原隙縫中摔死的。另外，亦發現了一頭幼獅在其母獅育幼袋中的化石。

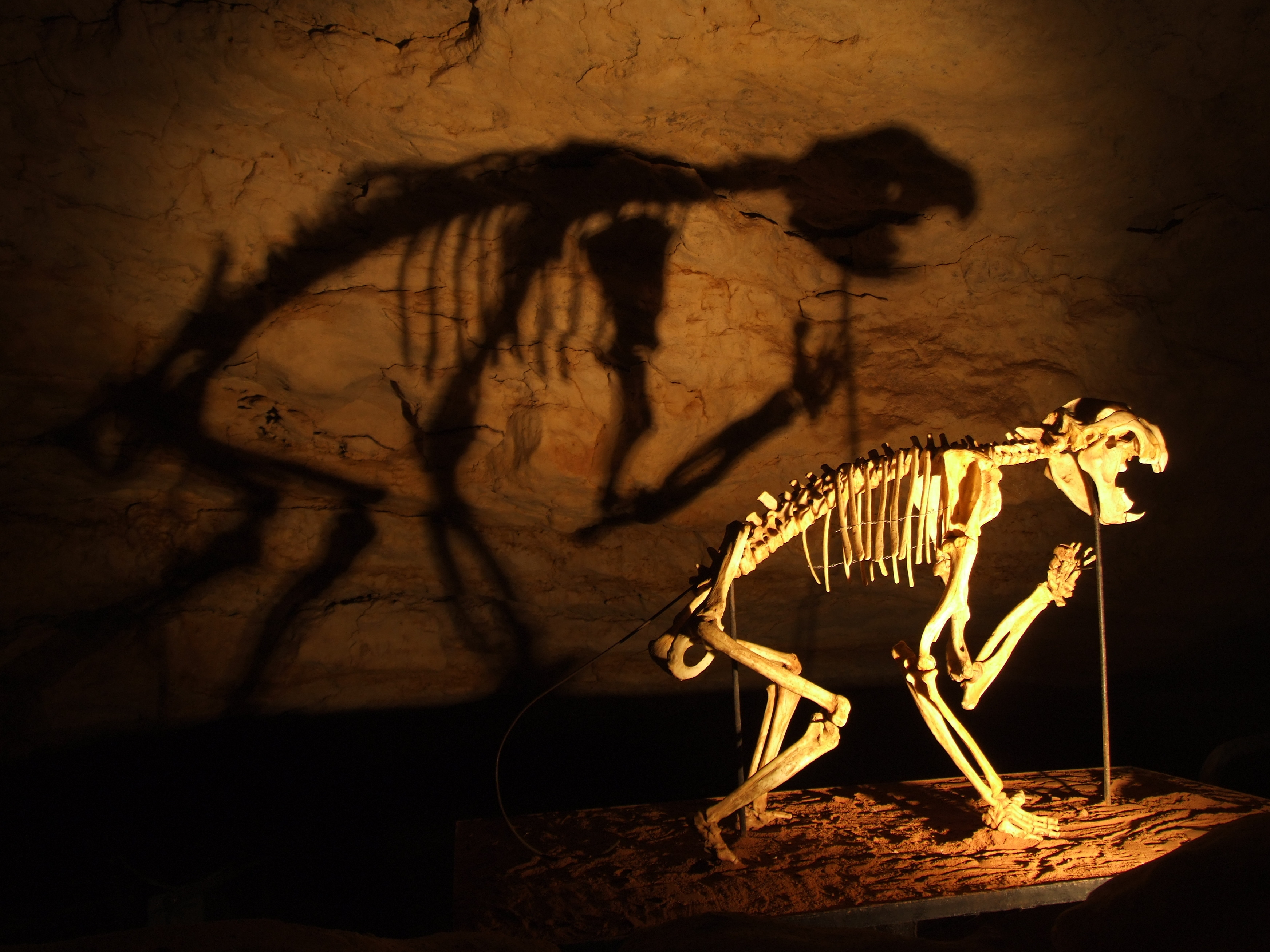
袋獅的骨骼化石。

## 外部連結
- Australian Museum Online（页面存档备份，存于）
- 解剖袋獅（页面存档备份，存于）
- 袋獅比獅子更勝一籌（页面存档备份，存于）